# Douglas Haig
Douglas Haig (n. 19 iunie 1861 – d. 29 ianuarie 1928) a fost un feldmareșal britanic, unul dintre principalii comandanți militari britanici din timpul Primului Război Mondial. 
Douglas Haig a comandat Forța Expediționară Britanică din anul 1915 până la sfârșitul războiului. El a fost în comandă și pe timpul Bătăliei de pe Somme, unde britanicii au avut una din cele mai mari pierderi în toată istoria lor militară, dar și la cea de a treia bătălie de la Ypres și în Ofensiva de o sută de zile, care a dus la armistiția din 1918.